# Bryn Celli Ddu
Koordinaten: 53° 12′ 28,1″ N, 4° 14′ 5,2″ W

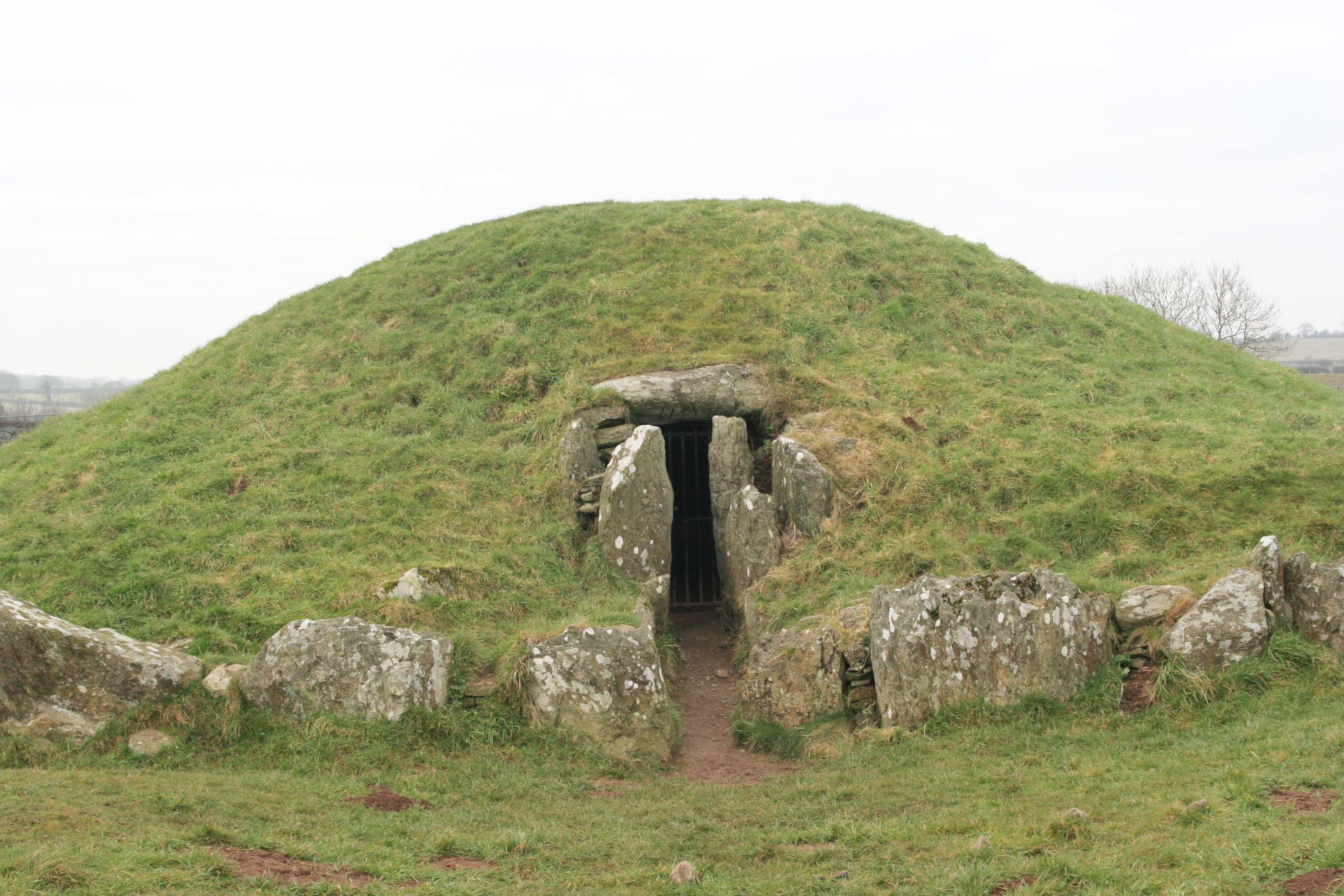
Die Grabanlage Bryn Celli Ddu

Bryn Celli Ddu (walisisch; deutsch „der Grabhügel im dunklen Wald“) ist ein neolithisches Ganggrab auf der walisischen Insel Anglesey in der Nähe von Llanddaniel Fab. Der Bau wurde zwischen 1928 und 1929 archäologisch untersucht. Besucher können durch einen engen Gang in die Kammer des Passage Tombs gelangen. Es handelt sich um ein geschütztes Denkmal, das von der walisischen Denkmalschutzbehörde Cadw betreut wird.

## Der Grabhügel
Bryn Celli Ddu wird im Allgemeinen als schönstes Ganggrab in Wales bezeichnet. Anders als bei vielen anderen Megalithanlagen gibt es hier nicht nur eine vollständige Eingangspassage und eine in etwa runde Kammer, sondern liegen diese auch unter einem Erdhügel, der nach den Ausgrabungen von 1929 neu aufgeschüttet wurde.
Die Eingangspassage ist etwa 8,4 m lang. Die ersten ungedeckten 3,4 m beginnen mit einem Portalsteinpaar. Der Gang läuft dann zwischen senkrechten Steinwänden, die eine Reihe horizontaler Steine tragen. Der Grabhügel ist wesentlich kleiner, als er ursprünglich war, er bedeckt die Grabkammer nicht mehr vollständig, so dass ein Loch in der Rückwand etwas Tageslicht hineinlässt.
In der Kammer befindet sich ein freistehender glatter Steinpfosten, der etwa 2,0 m hoch ist und einen runden Querschnitt hat. Steine in dieser Form sind sehr selten. Rupert Soskin und Michael Bott haben als Erklärung vorgeschlagen, dass es sich um einen versteinerten Baumstamm handelt.

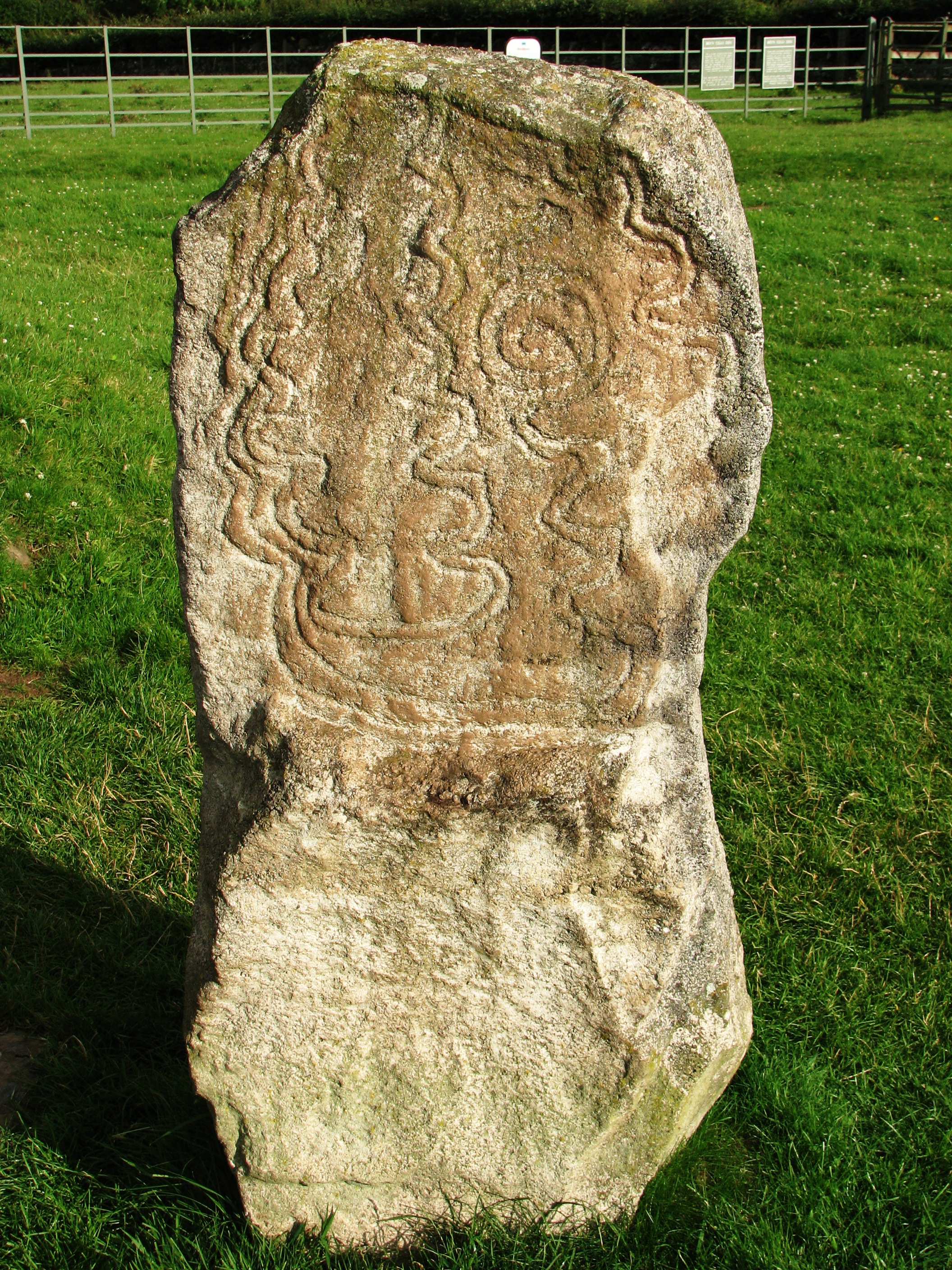
Bryn Celli Ddu – Replik des Schlangensteins

Hinter der Kammer, an einem Ort, der sich einst innerhalb des Hügels befand, steht die Replik des Schlangensteins, der im Hügel begraben war und dort wieder aufgestellt wurde, wo man meint, dass er gestanden hat, als der Ort noch ein Henge war. Der Stein trägt eine Schlange, die sich um beide Seiten windet. Die Authentizität eines anderen ähnlich verzierten Steins in der Grabkammer wird in Frage gestellt.

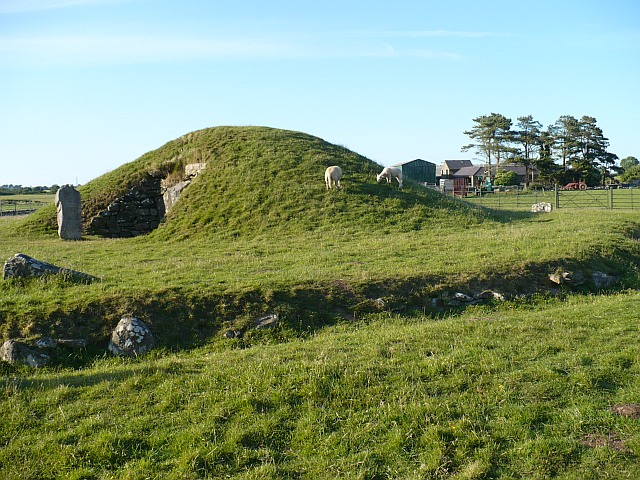
Bryn Celli Ddu – Randsteine und Graben

Randsteine zeigen die ursprüngliche Größe des Hügels und folgen auch dem Graben der ursprünglichen Hengeanlage. Drei im Grabhügel sichtbare Steine sollen aus dem ursprünglichen Steinkreis stammen.
Die Eingangspassage ist ungefähr auf die Sonne zur Zeit der Sommersonnenwende ausgerichtet, so dass für ein paar Wochen um diesen Zeitpunkt herum Licht auf die Rückwand der Kammer fällt.

## Umgebung
Zwei weitere Grabhügel wurden unmittelbar im Süden der Anlage identifiziert, und westlich davon steht ein Stein. Es gibt dort auch einen Felsvorsprung, in den eine Vertiefung und Ringmarken eingearbeitet sind.
In der Nähe liegen die Megalithanlage Bryn yr Hen Bobl und der Dolmen von Plas Newydd sowie der etwa drei Meter hohe Menhir Tyddyn-Bach.

## Ursprüngliche Nutzung
Die ältesten Überreste der Anlage sind fünf Pfostenlöcher, von denen man früher annahm, dass sie aus der Zeit des Grabes stammten. Radiocarbonuntersuchungen von Holzkohle aus zwei der Löcher ergaben 2006 aber, dass sie aus der Zeit von etwa 4000 v. Chr. stammen. Damit kommen die Löcher vom Ende der Mittelsteinzeit und sind damit rund 1000 Jahre älter als die nächste bekannte Nutzungsphase der Anlage. Der Zweck der Pfosten ist unbekannt.

### Henge
Um etwa 3000 v. Chr. wurde ein Henge gebaut, das aus einem runden Wall und einem Graben von 21 m Durchmesser bestand. Innerhalb dieses Kreises befand sich ein ovaler Steinkreis. Verbrannte menschliche Knochen wurden am Fuß einiger dieser Steine begraben, was auf einen zentralen „Altar“ hindeutet. In dieser Zeit wurde ein Loch gegraben, in das ein einzelner menschlicher Ohrknochen gelegt und mit einer flachen Steinplatte bedeckt wurde. In der Nähe wurde der Schlangenmusterstein liegend aufgefunden, dessen beidseitige Verzierung darauf schließen lässt, dass er dort aufrecht stand.

### Das Grab

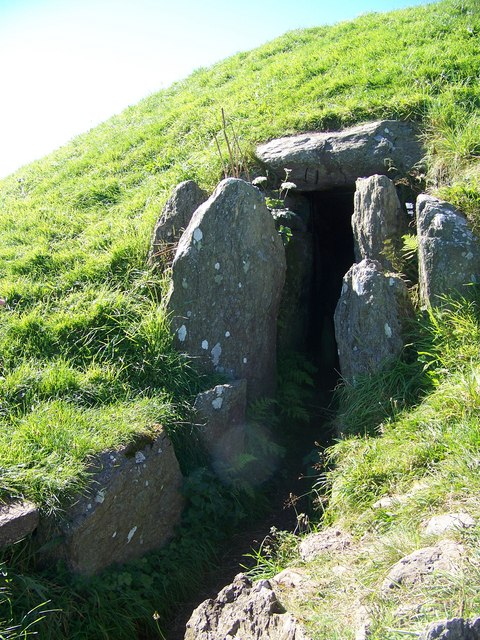
Eingang in den Grabhügel von Bryn Celli Ddu

Etwa 1000 Jahre, nachdem das Henge gebaut worden war, wurde der Ort radikal umgestaltet. Alle bis auf einen der stehenden Steine wurden mutwillig beschädigt und einige umgeworfen, sechs wurden mit schweren Steinen zerbrochen. An dieser Stelle wurde das Grab errichtet. Das Grab war mit 26 m Durchmesser viel größer, als es jetzt existiert, und wird eine vollständige Reihe Randsteinen gehabt haben, die dem Verlauf des alten Henge folgten und eine Begrenzungsmauer bildeten. Die Grabkammer lag damals vollständig unter dem Hügel und nicht wie jetzt mit einer von außen sichtbaren Rückwand. Menschliche Knochen, sowohl verbrannt wie auch unverbrannt, wurden in der Kammer und im Gang gefunden, was auf eine Reihe unterschiedlicher Bestattungsrituale hindeutet. In jedem Falle wurden aber die alten Überreste abgeräumt, während das Grab selbst immer wieder verwendet wurde. Am Ende dieser Zeit wurde das Grab verschlossen, indem ein großer Stein vor den Eingang zwischen die beiden Portalsteine gelegt wurde.

## Standing Stone
Etwa 150 Meter südwestlich von Bryn Celli Ddu steht ein etwa 1,2 m hoher und 18 cm dicker Stein. Er ist ungefähr rund und hat ein Loch von etwa 5,0 cm Tiefe. Die Packsteine um den Stein sind deutlich sichtbar. Er wurde von Generationen von Tieren glatt poliert. Der Stein steht in der gleichen Linie wie der Gang von Bryn Celli Ddu und hat dieselbe Ausrichtung und muss sicherlich ein wichtiger Teil der prähistorischen Landschaft sein.

## Archäologische Untersuchungen
Die ältesten archäologischen Untersuchungen fanden in der Zeit um 1800 statt. 1796 wurde die Anlage in eine Liste von Cromlechs auf Anglesey aufgenommen. 1802 beschrieb John Skinner die Anlage in „Ten Days' Tour Through the Isle of Anglesea“, einem Bericht, den er selbst nicht mehr veröffentlichte und der erst 1908 in einer Beilage der Archaeologia Cambrensis erschien. Als Skinner die Anlage besuchte, wurde ihm gesagt, dass sie bereits vor einer Generation entdeckt worden war, als ein Farmer nach brauchbaren Steinen suchte. Die Platzierung des Säulensteins beunruhigte Skinner zunächst, doch die Aussicht auf einen Schatzfund veranlasste ihn schließlich den Stein umzuwerfen.
Nachdem die Anlage noch mehrere Steine verloren hatte, unternahm Wilfrid James Hemp eine Ausgrabung der Anlage. Er entdeckte viel zur Baugeschichte der Anlage und fand den Schlangenmusterstein. Der Stein befindet sich jetzt im National Museum von Wales. Eine Nachbildung steht an der Rückwand der Grabkammer nahe der Stelle, wo man den Stein gefunden hat. Der Pfeiler in der Grabkammer wurde wieder aufgerichtet und der Hügel wurde, mit allerdings deutlich weniger Material als vorher, wieder aufgeschüttet. Später wurden Betonstützen zur Unterstützung der Decke eingebaut.
Norman Lockyer war der erste Wissenschaftler, der eine systematische Studie der Astronomie der Megalithbauten vorlegte. Er behauptete, dass Bryn Celli Ddu die Sommersonnenwende markiere. Die Behauptung wurde damals lächerlich gemacht, doch Christopher Knight und Robert Lomas haben 1997/98 gezeigt, dass diese These zutreffend ist. Knight und Lomas haben auch die Behauptung aufgestellt, dass die Anlage als Kalender für die Landwirtschaft genutzt werden konnte. Steve Burrow vom National Museum von Wales hat die These der Ausrichtung auf den Ort der Sommersonnenwende unterstützt. Dies verbindet Bryn Celli Ddu unter anderem mit Maes Howe auf Orkney und Newgrange in Irland, die allerdings auf die Wintersonnenwende ausgerichtet sind. Die Beleuchtung der Grabkammer könnte sich dabei an der von Newgrange orientieren.

## Medien
Das Schlangenmotiv und der Grabhügel spielen eine wichtige Rolle in dem Zeichentrickkurzfilm „Songs from Stones“. Der Film zeigt einige von Angleseys herausragenden archäologischen Fundstätten und Kunstwerken und wurde als Teil der Kulturolympiade 2012 produziert.

## Galerie

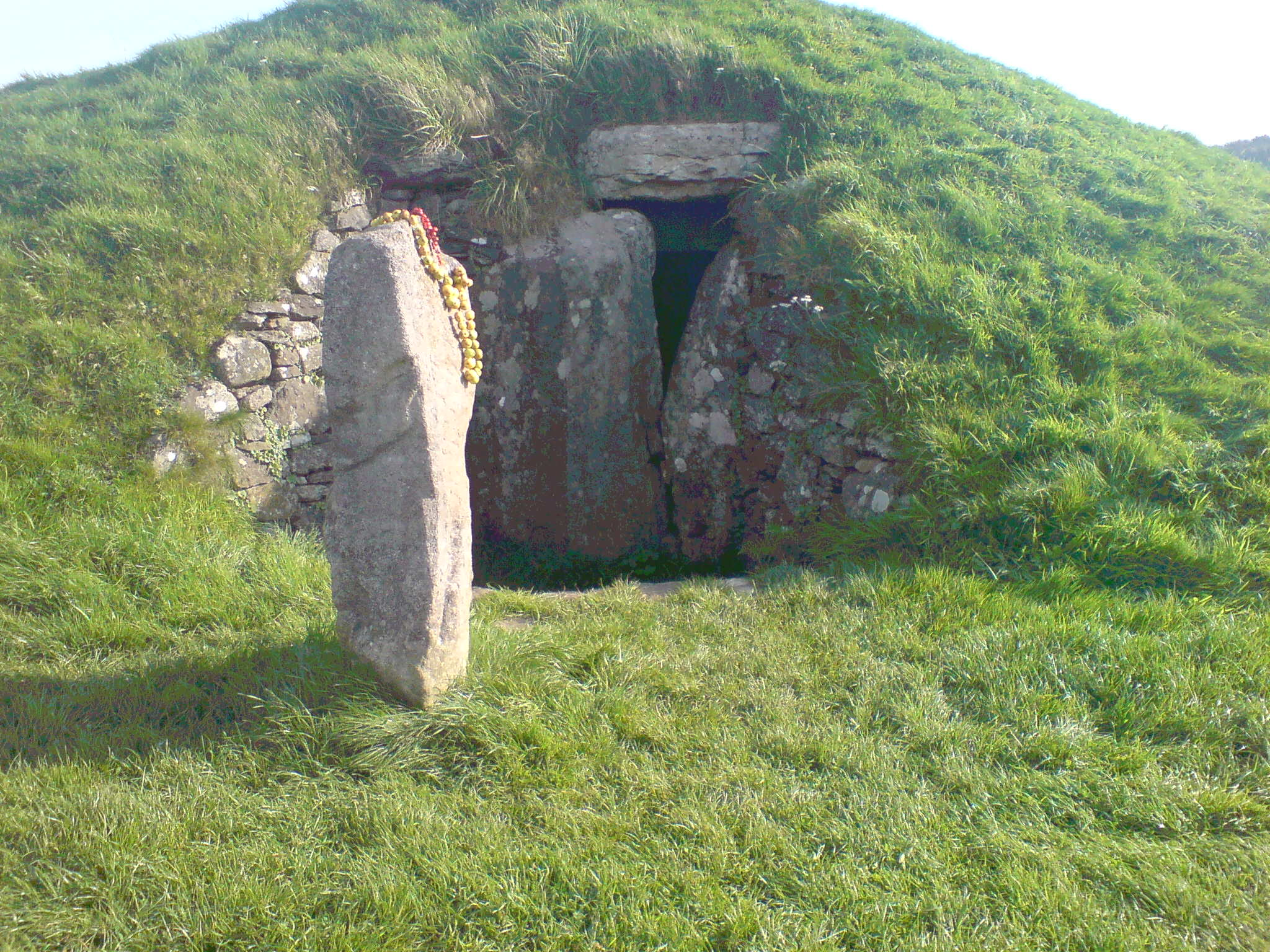
Südwestseite. Replik des Schlangensteins
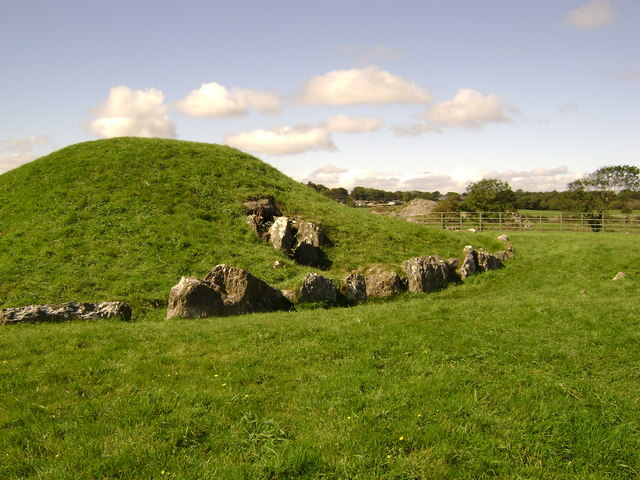
Eingang, Portalsteine und Randsteine auf der Ostseite
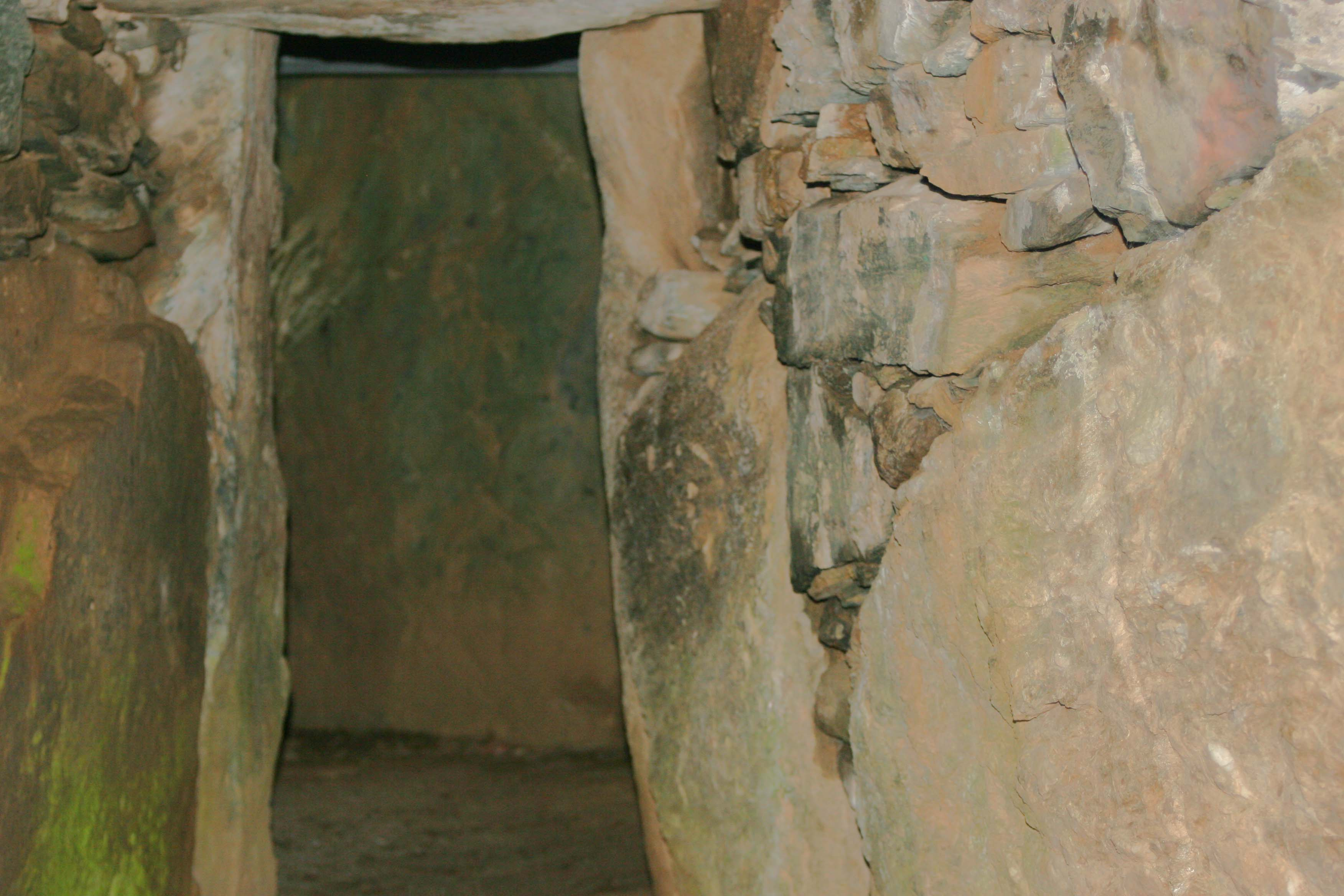
Gang ins Innere des Hügels
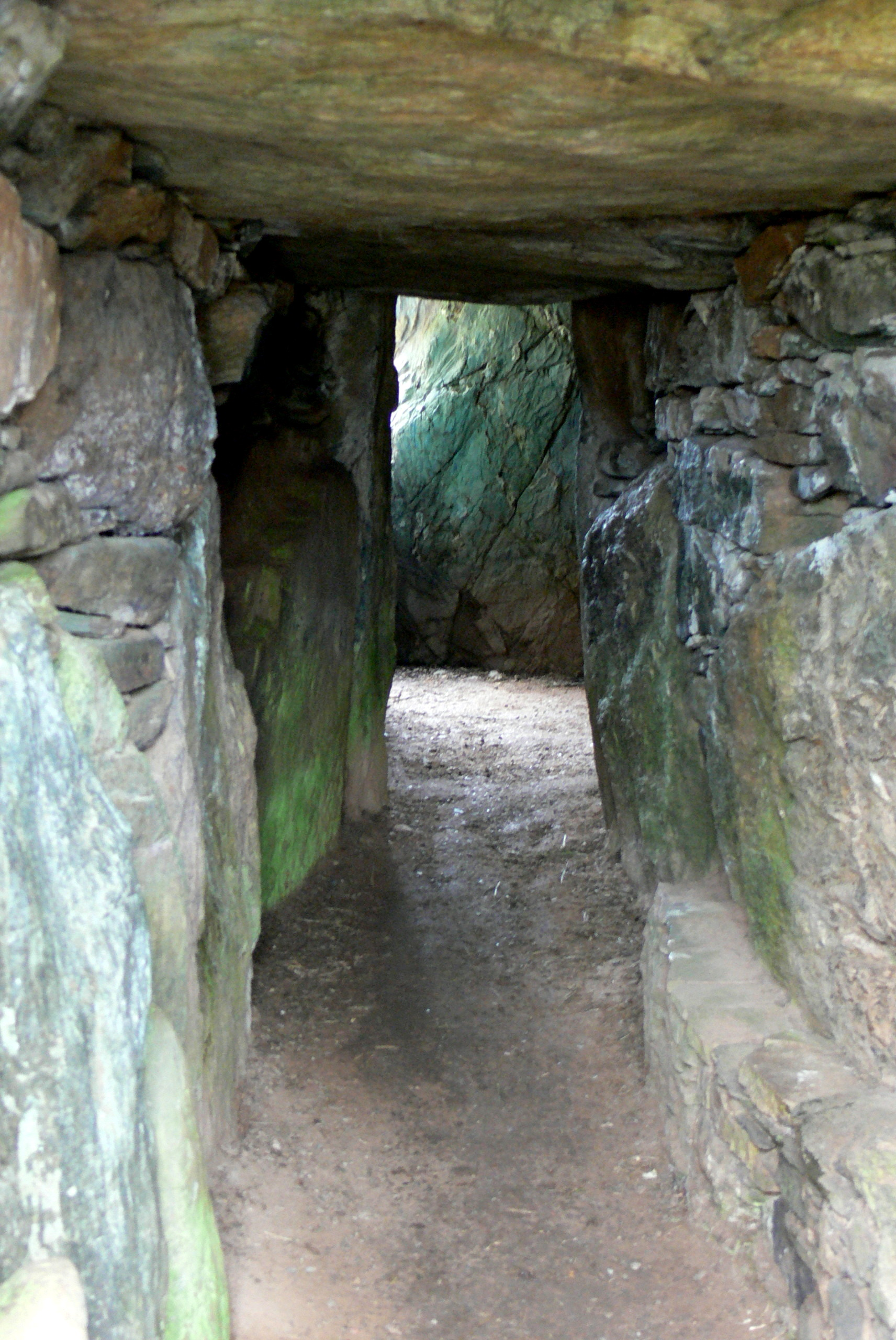
Gang ins Innere des Hügels
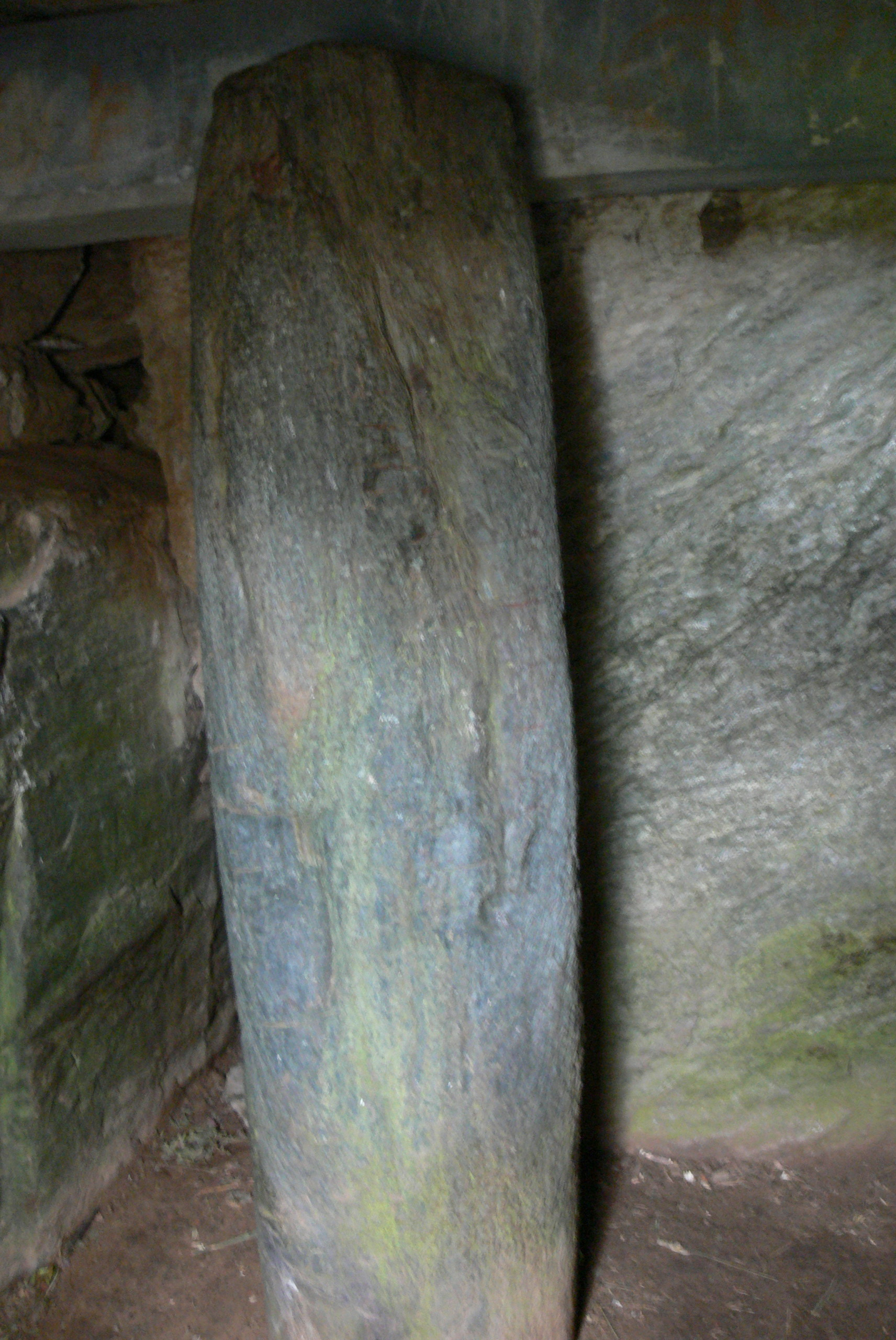
Pfeiler in der Kammer
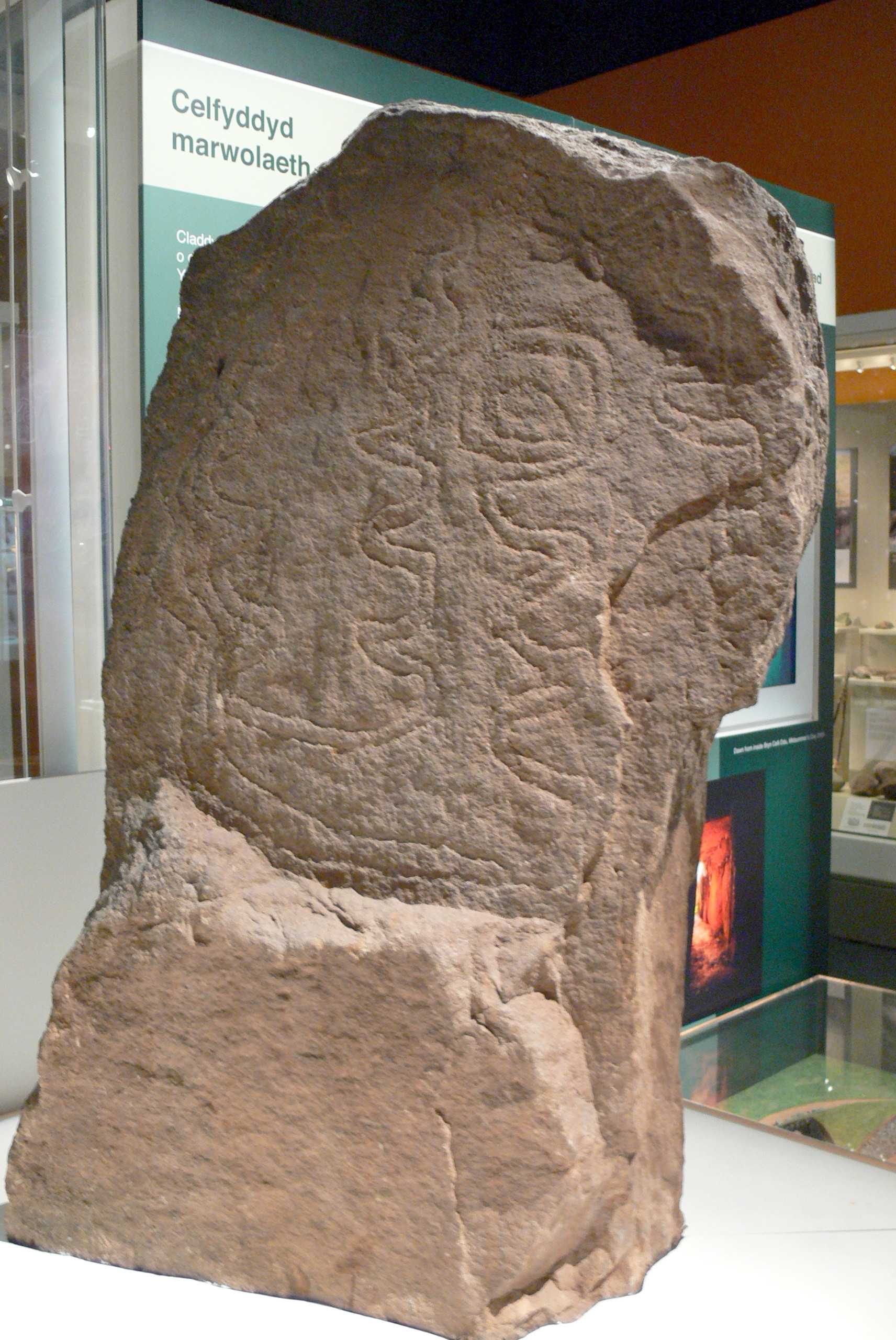
Original des Schlangensteins im National Museum von Wales.

## Filme
Bryn Celli Ddu CGI Film. cadwwales, 2017. In: YouTube. 7. Juni 2017, abgerufen am 14. Oktober 2021.